# Лопес, Сантьяго (футболист, 2006)
Сантьяго Лопес Гробин (исп. Santiago López Grobin; родился 9 февраля 2006) — аргентинский футболист, вингер клуба «Индепендьенте».

## Клубная карьера
Воспитанник футбольной академии клуба «Индепендьенте», за которую выступал с одиннадцатилетнего возраста. В феврале 2022 года подписал свой первый профессиональный контракт с опцией выкупа в размере 15 млн долларов. 16 июля 2023 года дебютировал в основном составе «Индепендьенте» в матче аргентинской Примеры против клуба «Сентраль Кордова».

## Карьера в сборной
В 2022 году дебютировал в составе сборной Аргентины до 17 лет. Весной 2023 года сыграл на чемпионате Южной Америки (до 17 лет), забив на турнире 3 гола: гол в ворота Венесуэлы 31 марта в первой групповой стадии и «дубль» в ворота Венесуэлы в финальной стадии 14 апреля.